# المجاعة الكبرى (1315–1317)

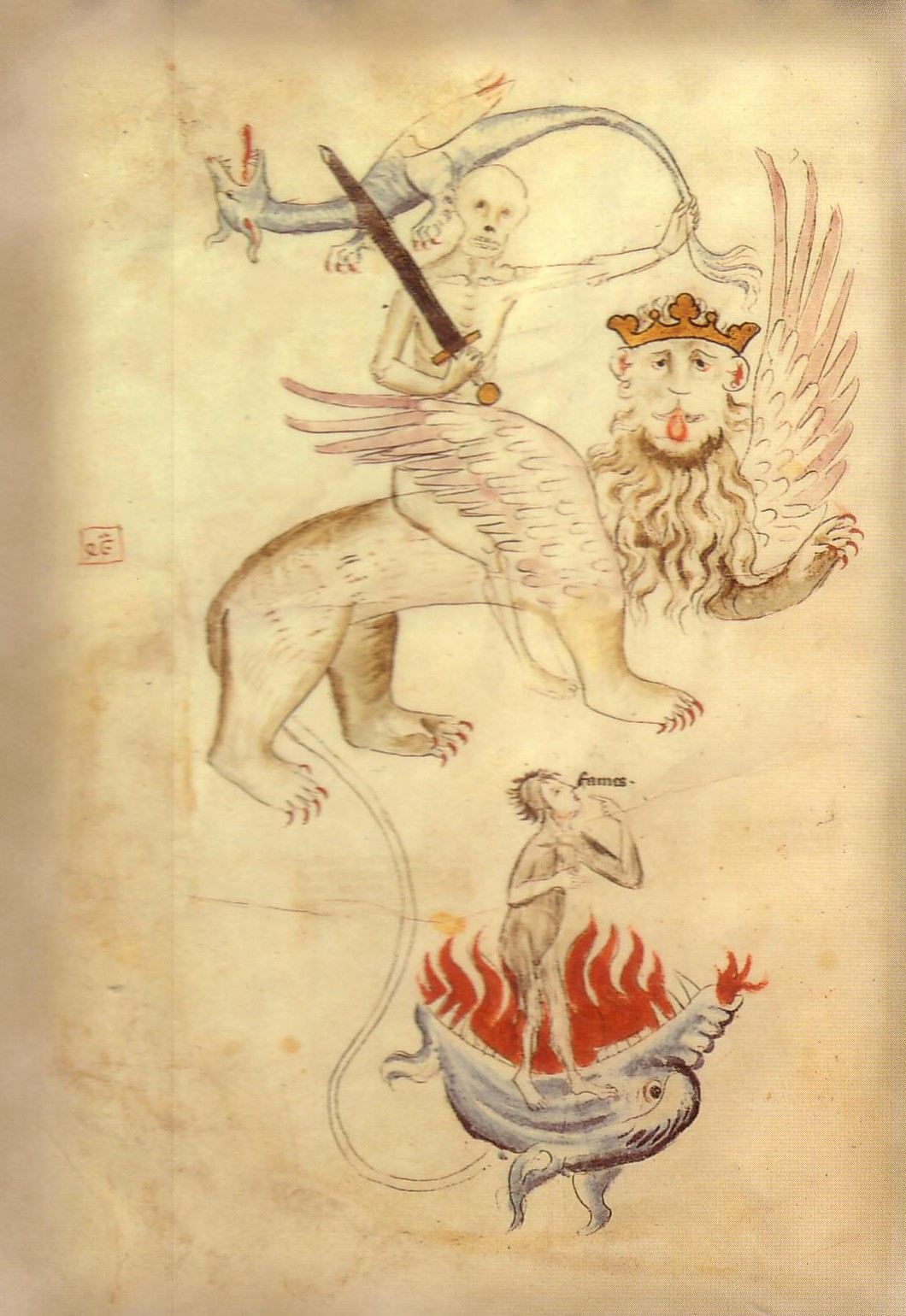

كانت المجاعة الكبرى التي حدثت بين عامي 1315 و 1317 (ويتم تأريخها أحيانًا بين عامي 1315 و 1322) أول حدث في سلسلة الأزمات الكبرى التي ألمت بأوروبا في بدايات القرن الرابع عشر. وقد لحق الضرر بمعظم أوروبا (ممتدًا إلى روسيا شرقًا وإيطاليا جنوبًا)، فتسببت المجاعة في ملايين الوفيات خلال عدد طويل من السنوات لتحدد نهاية واضحة لا لبس فيها لعهد النمو والرخاء الذي امتد من القرن الحادي عشر إلى القرن الثالث عشر.
بدأت المجاعة الكبرى بالطقس السيئ في ربيع 1315، واستمرت المحاصيل السيئة خلال عام 1316 وحتى حصاد الصيف في عام 1317، ولم تتعافَ أوروبا بشكل كامل حتى عام 1322. وشهدت هذه الفترة مستويات عالية من الجرائم والأمراض والوفاة الجماعية وحتى أكل لحم البشر وقتل الأطفال الرضع. وجرّت هذه الأزمة عواقب على الكنيسة والدولة والمجتمع الأوروبي، وعلى النكبات التي تبعتها في القرن الرابع عشر .

## خلفية
كانت المجاعات مألوفة الحدوث في أوروبا القرون الوسطة. وعلى سبيل المثال، فقد حدثت في فرنسا مجاعات محلية خلال القرن الرابع عشر في أعوام 1304 و 1305 و 1310 و 1315-1317 (المجاعة الكبرى) و 1330-1334 و 1349-1351 و 1358-1360 و 1371 و 1374-1375 و 1390. أما في إنجلترا، أكثر الممالك التي طالتها المجاعة الكبرى ازدهارًا، فقد حدثت مجاعات إضافية في أعوام 1321 و 1351 و 1369. كثيرًا ما لم يكن ثمة طعام بالنسبة إلى معظم الناس، وكانت الحياة قصيرة نسبيًا والنجاة حتى سن متقدمة تحتاج كفاحًا مريرًا. ووفقًا لسجلات رسمية تتعلق بالعائلة الملكية الإنجليزية، وهي مثال على أفضل العائلات حالًا في المجتمع، من بين من احتُفظ بسجلات لها، كان متوسط العمر المتوقع للفرد في عام 1276 هو 35.28 عامًا. بينما تحول بين عام 1301 و 1325، خلال المجاعة الكبرى، إلى 29.84 عامًا. في حين أصبح بين عامي 1348 و 1375، خلال انتشار وباء الطاعون، 17.33 عامًا فقط. وهذا يُظهر الانحدار الشديد نسبيًا بين عامي 1348 و 1375 بنسبة 42% تقريبًا.
خلال الحقبة القروسطية الدافئة (التي سبقت عام 1300)، شهدت أوروبا انفجارًا سكانيًا بالمقارنة مع الفترات السابقة، فوصلت إلى مستويات لم يُشهد لها مثيل من جديد في بعض الأماكن حتى القرن التاسع عشر، وبعض الأجزاء النائية من فرنسا بالطبع لم تزل أقل في عدد سكانها مما كانت عليه في بداية القرن الرابع عشر. غير أن نسبة إنتاجية القمح، أي عدد الحبوب التي يمكن للشخص تناولها من أصل الحبوب المزروعة، كانت في انخفاض منذ عام 1280، وشهدت أسعار الطعام ارتفاعًا ملحوظًا. فبعد مواسم الحصاد المنتعشة، كان يمكن للمعدل أن يرتفع وصولًا إلى 7:1، لكنه ينخفض بعد مواسم الحصاد السيئة حتى يصل إلى 2:1، أي أنه مقابل كل حبة تُزرع، تُحصد حبتان، واحدة تُزرع في العام التالي والأخرى تؤكل. وبالمقارنة، فالزراعة الحديثة تتمتع بمعدلات تبلغ 30:1 أو أكثر (انظر الإنتاجية الزراعية).
ولقد تزامنت انطلاقة المجاعة الكبرى مع نهاية الحقبة القروسطية الدافئة. وبين عامي 1310 و 1330، شهد شمال أوروبا أسوأ الفترات وأطولها من الطقس السيئ طيلة العصور الوسطى، وتميزت تلك الفترة بفصول شتاء قاسية وفصول صيف مطيرة باردة. ولعل المجاعة الكبرى قد تسرعت وزادت حدة نتيجة لنشاط بركاني ما، ربما يكون ثوران جبل التراويره في نيوزيلندا، الذي استمر نحو خمس سنوات.
وبسبب تغير نماذج الطقس، وعدم فاعلية الحكومات القروسطية في التعامل مع الأزمات، ووصول عدد السكان إلى مستويات تاريخية، لم تكن تلك الفترة تحتمل هامشًا كبيرًا من الخلل في إنتاج الطعام.

## المجاعة الكبرى
في ربيع عام 1315، بدأت الأمطار تهطل بقوة غير معهودة في قسم كبير من أوروبا. وخلال الربيع والصيف، استمرت الأمطار بالهطول، وظلت الحرارة مائلة إلى الانخفاض. وتحت هذه الظروف، لم يتسنى للحبوب أن تنضج، مما أدى إلى تلف واسع المدى في المحاصيل. أدخِلت الحبوب إلى المخازن في جرار وقدور للحفاظ على جفافها، ولم تُتح معالجة القش والتبن من أجل الحيوانات، وبالتالي لم يتوفر العلف للماشية. بدأت أسعار الأطعمة بالارتفاع، فتضاعفت الأسعار في إنجلترا بين الربيع ومنتصف الصيف. وكان تأمين الملح -وهو الوسيلة الوحيدة لمعالجة اللحوم وحفظها- أمرًا صعبًا بسبب تعذر تبخير الماء المالح بشكل فعال في الطقس الرطب، فازداد سعره من 30 شلن إلى 40 شلن. في منطقة لورين، تضخمت أسعار القمح بنسبة 320%، مما جعل تحمل نفقات الخبز يتعذر على الفلاحين، واقتصر تخزين الحبوب من أجل الطوارئ طويلة الأمد على العائلات الملكية واللوردات والنبلاء والتجار الأثرياء والكنيسة. وبسبب الزيادة العامة في الضغوط السكانية، كان من شأن مواسم الحصاد الأقل من المعتاد حتى أن تتسبب بجوع بعض الأشخاص، إذ كان الهامش المتاح للإخفاق محدودًا. وبدأ الناس بحصد الجذور والنباتات والأعشاب والمكسرات ولحاء الأشجار البرية القابلة للاستهلاك في الغابات.
ويُظهر عدد من الحوادث الموثقة مدى امتداد المجاعة. فقد توقف إدوارد الثاني، ملك إنجلترا، في مدينة سانت ألبانز يوم 10 أغسطس 1315 وواجه صعوبة في إيجاد الخبز لنفسه ولحاشيته، وكانت تلك مناسبة نادرة لم يستطع فيها ملك إنجلترا تناول الطعام. وحاول الفرنسيون في حكم لويس العاشر غزو فلاندرز، لكن الحقول في ريف هولندا ذي الأرض المنخفضة كانت غارقة بالمياه وعانى الجيش من الأوحال إلى درجة اضطر معها إلى التراجع، وأحرق الجنود مؤنهم حيث تركوها، إذ لم يستطيعوا حملها معهم.
في ربيع عام 1316، استمرت الأمطار في الهطول على سكان أوروبا المحرومين من الطاقة والمدخرات الكفيلة بإقامة أودهم. وتضررت جميع قطاعات المجتمع من النبلاء حتى الفلاحين، غير أن الضرر لحق بالفلاحين أكثر من غيرهم، وكانوا يمثلون نسبة 95% من السكان وافتقروا إلى مؤن الطعام المدخرة. ولتفريج شيء من النكبة، كان يجري تأمين المستقبل عن طريق ذبح حيوانات الجر وتناول الحبوب المخصصة للزرع وهجر الأطفال ليعيلوا أنفسهم (انظر «هانسل وغريتل»)، إضافة إلى تخلي كبار السن عن الطعام طواعية كي ينجو الجيل الأصغر سنًا. وقد سجل مؤرخو تلك الفترة العديد من حوادث أكل لحوم البشر، على الرغم من اعترافهم أنفسهم أنه «لا يمكن للمرء أبدًا أن يجزم ما إن كانت هذه الأحاديث أكثر من شائعات».
وبلغت المجاعة أوجها في عام 1317، مع استمرار الطقس المطير. وفي نهاية المطاف، ذلك الصيف، عاد الطقس إلى نماذجه الطبيعية. وبحلول ذلك الوقت، كانت الأمراض -مثل ذات الرئة والتهاب القصبات والسل- قد أنهكت الناس، واستُهلكت كمية كبيرة من المخزون المخصص للزراعة، ولم تعد مؤن الطعام إلى مستويات طبيعية نسبيًا قبل عام 1325 ليبدأ عدد السكان بالتزايد من جديد. ويختلف المؤرخون حول تحديد الخسائر، لكن من المقدر أن الوفيات قد طالت نسبة 10-25% من سكان العديد من المدن والبلدات. ثم جاء الموت الأسود (1347-1351) ليودي بالمزيد من السكان، فغالبًا ما كان يتفشى في منطقة ما بغضون أشهر معدودة، في حين أن المجاعة الكبرى كانت قد استمرت لسنوات، مطيلة معاناة الجماهير.

### الامتداد الجغرافي
انحصرت المجاعة الكبرى في شمال أوروبا، متضمنة الجزر البريطانية وشمال فرنسا والبلدان المنخفضة وإسكندنافيا وألمانيا وغرب بولندا. وطال الضرر أيضًا بعض أجزاء دول البلطيق عدا أقصى الشرق منها، الذي وصله التأثير غير المباشر فقط. وانحصرت المجاعة جنوبًا بحدود جبال الألب والبرانس.